# Sabina Lonty
Sabina Lonty (ur. 23 grudnia 1945 r. w Gdańsku, zm. 27 września 2023 r.) – polska malarka.

## Życiorys
Urodziła się 23 grudnia 1945 roku w Gdańsku, gdzie również studiowała na Wydziale Malarstwa Państwowej Wyższej Szkoły Sztuk Plastycznych i obroniła dyplom w 1972 roku u Władysława Jackiewicza na temat współczesnej koncepcji pejzażu.
Podczas studiów poznała Romana Lontego, częstochowskiego architekta wnętrz, malarza i teoretyka kultury, którego żoną została. Wspólnie stworzyli m.in. galerię Lonty Petry w Częstochowie, która w latach 1990. była znaczącym dla miasta ośrodkiem sztuki i kultury, a gośćmi w niej byli m.in. Jerzy Duda-Gracz, Zdzisław Beksiński, Adam Hanuszkiewicz, Wiesław Ochman i Marek Perepeczko. Galeria działała w latach 1994–2013, a Jerzy Duda-Gracz miał w niej galerię autorską, ponadto wystawiano tam dzieła Zdzisława Beksińskiego, Zbysława Maciejewskiego, Mariana Michalika, Franciszka Starowieyskiego, Kiejstuta Bereźnickiego i rzeźby Jerzego Kędziory. Wraz z mężem wspierała także początkujących twórców.
Jej obrazy wystawiano w Polsce, Europie i USA. Wystawiała też swoje prace  na wystawach zbiorowych, obok prac Mariana Michalika czy Jerzego Dudy-Gracza. Obrazy jej autorstwa znajdują się w Muzeum Górnośląskim w Bytomiu, Muzeum Częstochowskim, Muzeum Narodowym w Gdańsku, Muzeum Śląskim w Katowicach, Muzeum Sportu w Warszawie, Muzeum Ziemi Wieluńskiej, Stadtsmuseum w Woerden, Streekmuseum w Gennep, Norrbottens Museum w Lulea, Rheinmuseum w Emmerich, Museo Municypal de Bellas Artes w Valparaiso i Striped House Museum of Art w Tokio. 
Częstym tematem jej twórczości były pejzaże i architektura, ujęte na pograniczu realizmu i abstrakcji. Często w swoich pracach stosowała laserunek, kolory przenikały się wzajemnie, a paleta barw była zawężona do (najczęściej) brązów, ugrów i zieleni. Kontury elementów często rozmywały się przy krawędziach płótna w jednolitą plamę. We Włoszech czy w Grecji często organizowała sobie plenery. 
Po śmierci męża w 2013 roku znalazła się w trudnej sytuacji finansowej, miała również problemy ze zdrowiem. W 2018 r. planowano zorganizować wystawę jej prac w Muzeum Częstochowskim, ale ze względu na problemy zdrowotne artystki nie doszła ona do skutku. Zmarła 27 września 2023 roku.